# Aeroporto Internacional Sunport
O Aeroporto Internacional Sunport (IATA: ABQ, ICAO: KABQ, FAA LID: ABQ) é um aeroporto civil localizado em Albuquerque, Condado de Bernalillo, Novo México, Estados Unidos. É o maior aeroporto comercial do estado, com uma movimentação de mais de 6,4 milhões de passageiros em 2008.

## Companhias e destinos
O Aeroporto Internacional Sunport tem somente 1 terminal com 25 portas dividas em três salas, incluindo uma sala com portas dedicadas à companhias aéreas regionais.

### Sala A
| Cia aérea                                    | Destinos |
| -------------------------------------------- | --- |
| Southwest Airlines                           | Baltimore, Chicago-Midway, Dallas-Love Field, Denver, El Paso, Houston-Hobby, Kansas City, Las Vegas, Los Angeles, Lubbock, Midland-Odessa, Oakland, Orlando, Phoenix, Portland (OR), St. Louis, Salt Lake City, San Diego, Seattle-Tacoma, Tampa [sazonal], Tucson |
| United Airlines                              | Denver, Washington-Dulles |
| United Express operado pela SkyWest Airlines | Denver, Los Angeles, San Francisco |
| United Express operado pela Shuttle America  | Chicago-O'Hare, Denver |

### Sala B
| Cia aérea                                            | Destinos                                      |
| ---------------------------------------------------- | --------------------------------------------- |
| American Airlines                                    | Chicago-O'Hare, Dallas/Fort Worth             |
| Continental Express operado pela ExpressJet Airlines | Cleveland [sazonal], Houston-Intercontinental |
| Delta Air Lines                                      | Atlanta, Minneapolis-St. Paul                 |
| Delta Connection operado pela SkyWest Airlines       | Salt Lake City                                |
| Frontier Airlines                                    | Denver                                        |
| US Airways                                           | Phoenix                                       |
| US Airways Express operado pela Mesa Airlines        | Phoenix                                       |

### Sala E (Terminal regional)
| Cia aérea            | Destinos                             |
| -------------------- | ------------------------------------ |
| Great Lakes Airlines | Clovis, Silver City                  |
| New Mexico Airlines  | Alamogordo, Carlsbad, El Paso, Hobbs |

### Cargo
- ABX Air
- FedEx Express
- UPS Airlines